# Lycosa thorelli
Lycosa thorelli là một loài nhện trong họ Lycosidae.
Loài này thuộc chi Lycosa. Lycosa thorelli được Eugen von Keyserling miêu tả năm 1877.